# La Merveilleuse Vie de Jeanne d'Arc, fille de Lorraine
Pour les articles homonymes, voir Jeanne d'Arc (homonymie).
Pour plus de détails, voir Fiche technique et Distribution.
La Merveilleuse Vie de Jeanne d'Arc, fille de Lorraine est un film franco-allemand réalisé par Marco de Gastyne, sorti en 1929.
Bien que « sa prestation [soit] injustement oubliée », l'actrice Simone Genevois, « qui a l'âge et l'énergie de son héroïne », incarne « une des plus belles Jeannes de l'écran », affirme l'historien François Amy de la Bretèque.

## Synopsis

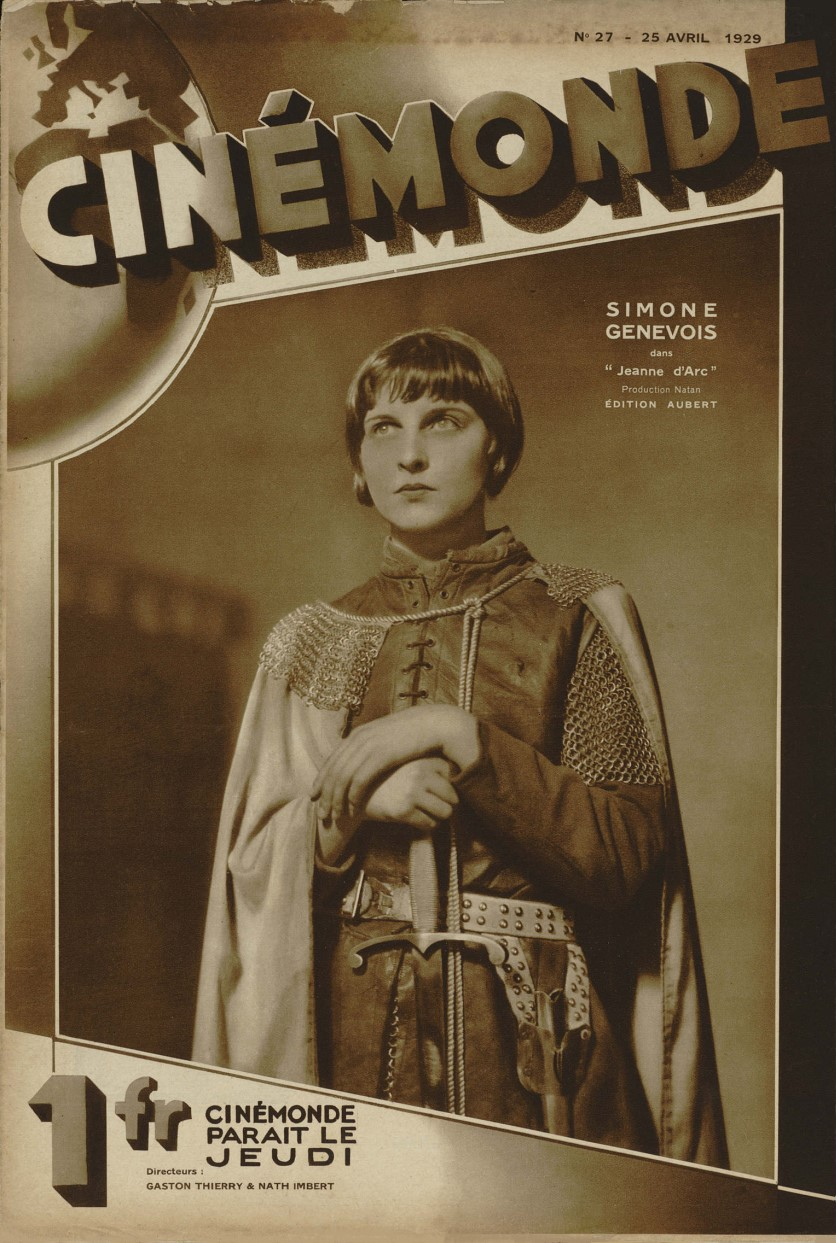
Simone Genevois en couverture de Cinémonde, no 27, 25 avril 1929.

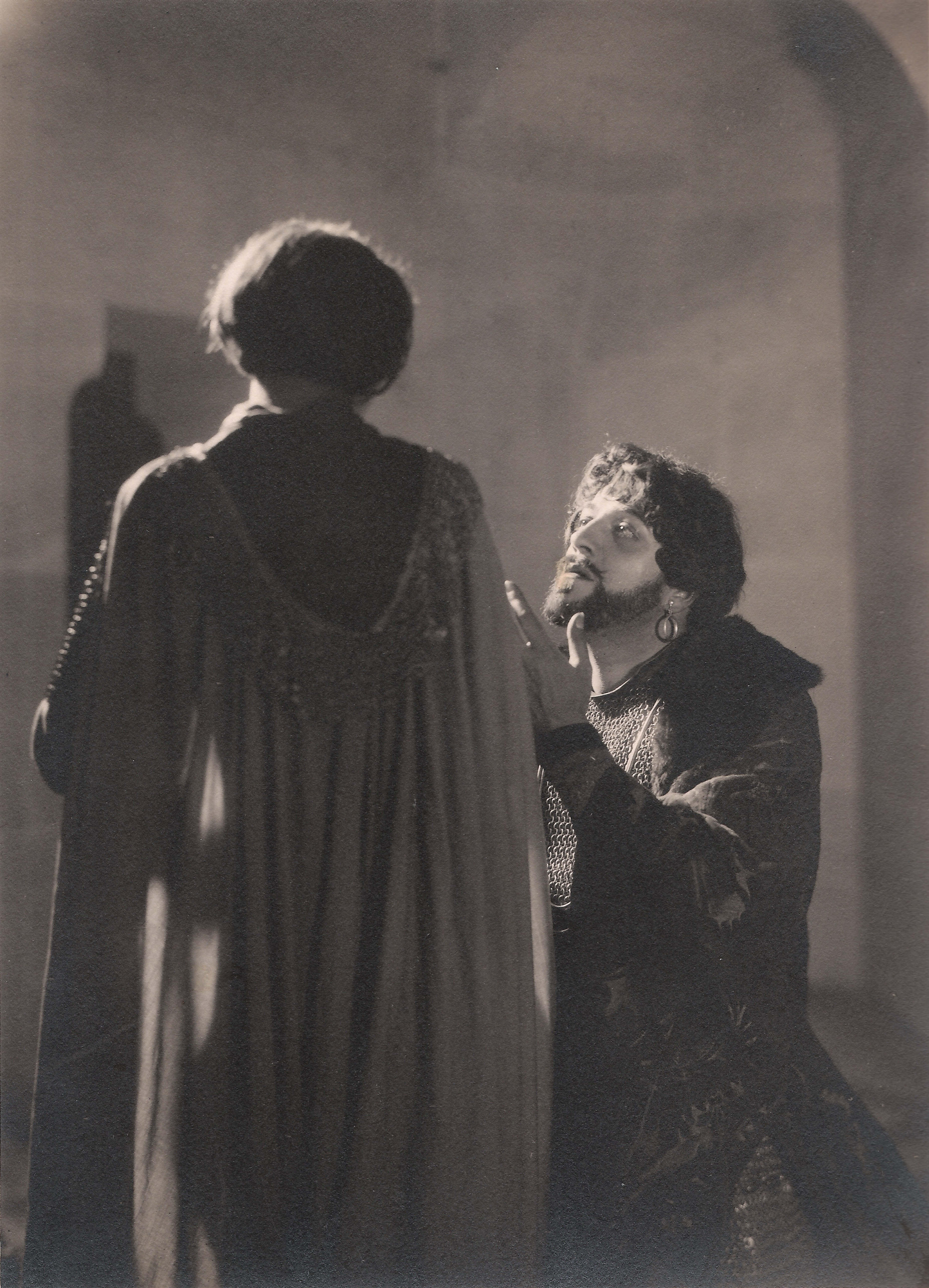
Simone Genevois (Jeanne d'Arc) et Philippe Hériat (Gilles de Rais), photographie publicitaire, 1929.

Biographie de Jeanne d'Arc depuis son départ de Domremy jusqu'à sa mort à Rouen.

## Fiche technique
- Titre : La Merveilleuse Vie de Jeanne d'Arc, fille de Lorraine
- Réalisation : Marco de Gastyne
- Scénario : Jean-José Frappa
- Conseil historique : Camille Vergniol
- Direction de la prise de vue : Gaston Brun
- Photographie : Gaston Brun, René Colas
- Cadreur : Georges Asselin
- Costumiers : Granier, Souplet et Aristide Boyer de Marseille
- Costumes, armes et armures fournis par : "Le souvenir national de Jeanne d'Arc"
- Production : Bernard Natan[2]
- Société de production : Pathé-Natan et Rapid Film
- Budget : proche de 8 millions de francs[2]
- Pays de production :  France, Allemagne  République de Weimar
- Format :  Noir et blanc - Muet - 2,66:1 et 1,33:1 - Format 35 mm
- Genre : Drame, biopic et historique
- Durée : 125 minutes
- Dates de sortie :
  - France : 1er novembre 1929
  - Allemagne  République de Weimar :
- Le film est restauré et sort en cassette VHS en 1995 aux éditions René Chateau, mais n'a pas été édité en DVD.
- Affiche : René Péron (France)

## Distribution
- Simone Genevois : Jeanne d'Arc
- Choura Milena : Isabeau de Paule
- Philippe Hériat : Gilles de Rais
- Jean Toulout : La Trémoille
- Jean Debucourt : Charles VII
- Gaston Modot : Lord Glasdall
- Daniel Mendaille : Lord Talbot
- Fernand Mailly : La Hire
- Pierre Douvan : Pierre Cauchon
- Georges Paulais : Nicolas Loyseleur
- François Viguier : Frère Pasquerel
- Louis Allibert : Rémy Loiseau
- Jean Manoir : Jean de Metz
- Jean Stock : Le page Poitou
- Dorah Stamy : La sorcière
- Dominique G. : Un page
- Génica Athanasiou : La bohémienne
- Mary Serta

### Lieux de tournage
Le film fut tourné au Château de Pierrefonds (dans l'Oise), à Carcassonne (dans l'Aude),, à Aigues-Mortes (dans le Gard), au Mont Saint-Michel (dans la Manche), en la basilique de Vézelay (dans l'Yonne) et à Carennac (dans le Lot).
Tenant alors le rôle de William Glasdale, l'acteur Gaston Modot profita des moments de répit que lui offrait le tournage pour réemployer certains décors et costumes afin de réaliser « à la sauvette » son unique film, Conte cruel (1930). Cette adaptation de la nouvelle La Torture par l'espérance d'Auguste de Villiers de l'Isle-Adam narre la tentative d'évasion d'un homme torturé par l'Inquisition espagnole,.